# Henning Sirringhaus
Henning Sirringhaus es un físico británico, especialista en dispositivos semiconductores, microelectrónica y optoelectrónica.
Se graduó en física y obtuvo un Ph.D. en la Escuela Politécnica Federal de Zúrich. En 1995 y 1996 realizó una investigación posdoctoral en la Universidad de Princeton.
Sirringhaus es profesor de la Universidad de Cambridge y realiza investigaciones sobre espintrónica y de giro y fotofísica de semiconductores orgánicos, así como de los semiconductores inorgánicos en soluciones procesables.
En 2003 ganó el Premio Mullard; en 2009 fue designado como Felowship de la Royal Society y 2013 obtuvo la Medalla Hughes por su desarrollo pionero de los procesos de impresión de inyección de tinta para dispositivos semiconductores orgánicos, y la mejora dramática de su funcionamiento y la eficiencia.

## Principales artículos científicos
- Sirringhaus, H.; Brown, P. J.; Friend, R. H.; Nielsen, M. M.; Bechgaard, K.; Langeveld-Voss, B. M. W.; Spiering, A. J. H.; Janssen, R. A. J.; Meijer, E. W.; Herwig, P.; De Leeuw, D. M. (1999). "Two-dimensional charge transport in self-organized, high-mobility conjugated polymers"; Nature 401 (6754): 685.
- Sirringhaus, Henning (1995). "Ballistic-electron-emission microscopy on epitaxial CoSi₂ / Si interfaces". ETH Zurich. doi:10.3929/ethz-a-001486644
- Sirringhaus, H.; Tessler, N.; Friend, R. H. (1998). "Integrated Optoelectronic Devices Based on Conjugated Polymers"; Science 280 (5370): 1741–1744.
- Sirringhaus, H.; Kawase, T.; Friend, R. H.; Shimoda, T.; Inbasekaran, M.; Wu, W.; Woo, E. P. (2000). "High-Resolution Inkjet Printing of All-Polymer Transistor Circuits"; Science 290 (5499): 2123–2126.
- Stutzmann, N.; Friend, R. H.; Sirringhaus, H. (2003). "Self-Aligned, Vertical-Channel, Polymer Field-Effect Transistors"; Science 299 (5614): 1881–1884.
- Sirringhaus, H. (2005). "Device Physics of Solution-Processed Organic Field-Effect Transistors"; Advanced Materials 17 (20): 2411.
- Zaumseil, J.; Sirringhaus, H. (2007). "Electron and Ambipolar Transport in Organic Field-Effect Transistors"; Chemical Reviews 107 (4): 1296–323.